# TNC放送会館
TNC放送会館（ティーエヌシーほうそうかいかん）は、福岡県福岡市早良区百道浜にある複合施設の超高層ビル、ならびに同建物の管理を行う企業。

## 概要
シーサイドももちエリアにある超高層ビル群の一つで、福岡タワーの南に隣接している。地上21階建て・高さ100mで、すぐそばに建つ「M-TOWER」（地上20階建て・高さ100m）と並んでオフィス用途専用の建築物としては福岡県内で最も高い建築物である。その名の通り、主たるテナントはテレビ西日本（TNC）で、同局の放送局局舎（演奏所）となっているが、放送局施設が入居するのは4階から7階までの間で、8階から上は賃貸オフィスとなっている。
1階から3階は「パヴェリア」（Paveria = "Pave"（道を開く）・"Area"（拠点）・"Pavilion"（パビリオン）を組み合わせた造語）の愛称を持つ商業施設エリアとなっている。かつては低層棟（ホール棟）2階に多目的ホール「パヴェリアホール」、3階にミニシアター「シネサロン・パヴェリア」があり、パヴェリアホールでは格闘技イベントを中心とした各種イベントが行われていたが、どちらもオフィススペースに衣替えするために2007年3月31日をもって閉鎖となり、現在はTNC子会社の番組製作会社・VSQのオフィスとなっている。
なお、同じ街区内に隣接してRKB毎日放送の局舎（RKB放送会館、地上8階・地下1階、延床面積約25,400m2）もあるが、こちらは建物の大半を放送局舎として使用されており、放送局の施設規模としてはRKBよりもTNCのほうが小さい。

## 交通アクセス
鉄道駅の最寄りは地下鉄空港線西新駅だが、距離があるため交通アクセスとしては推奨しておらず、西鉄バスによるバスアクセスが主となる。天神地区・博多駅周辺（博多駅前・博多バスターミナル）から直通バスが多数運行されているほか、地下鉄空港線藤崎駅（藤崎バス乗継ターミナル）からのバス路線もある。
バス停留所は以下の2箇所。
「福岡タワー（TNC放送会館）」バス停
- TNC放送会館西側、パヴェリア入口前。北隣に位置する西鉄バス百道浜営業所の最寄りバス停となっており、ここが始発・終着となる路線が停車する。路線の詳細は同営業所の記事を参照。
- 元々「福岡タワー南口（TNC放送会館）」を名乗っていたため、後述の「福岡タワー南口」バス停と紛らわしかったが、2014年10月1日に改称された。

「福岡タワー南口」バス停
- TNC放送会館南側の福岡市道地行百道線沿いの路上。途中通過となる路線（藤崎発着便など）が停車する。

道路は福岡高速環状線 百道出入口からすぐ。

## 運営会社
運営会社である株式会社TNC放送会館は、TNCと、放送会館の建設を手がけた竹中工務店の合弁による不動産会社で、TNC放送会館の運営とオフィススペースの賃貸業務を行っている。
元社長である野村美紀生はTNCの兄弟会社である西日本新聞社出身の元TNC専務である。

### 注記
1. ↑  福岡の精肉小売大手の明治屋産業の本社兼オフィスビルとして完成[1]、2010年に売却され現在はソフトバンクグループが所有[2]。
2. ↑  オフィスを含む複合用途の建築物としては、8階から12階がオフィスビルとして賃借されている小倉興産16号館（北九州市小倉北区、高さ132m）が福岡県内で最も高い。